# Rom och Jerusalem

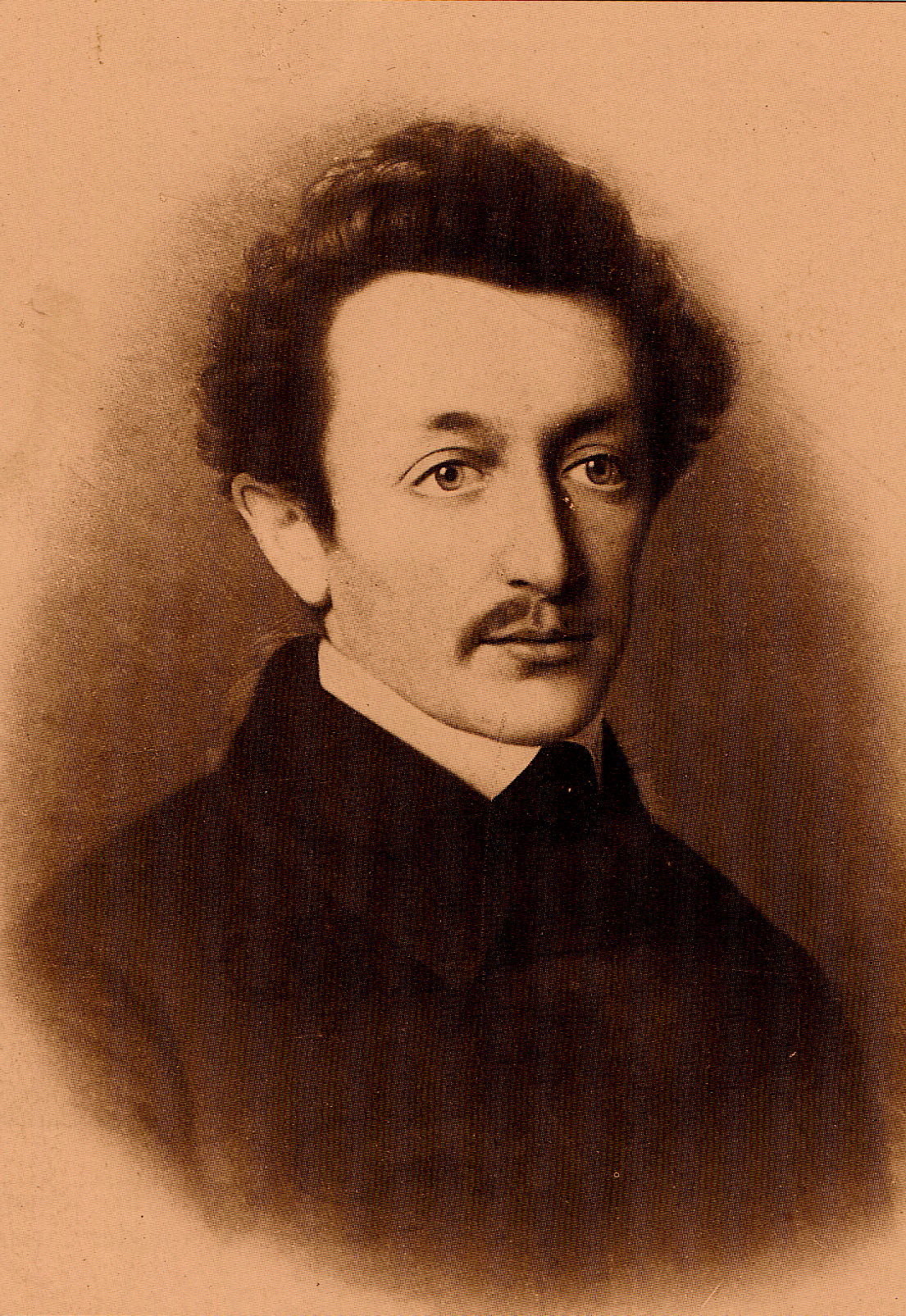
Moses Hess.

Rom och Jerusalem: Den sista nationalitetsfrågan (tyska: Rom und Jerusalem, die Letzte Nationalitätsfrage) är en bok som skrevs av Moses Hess 1862 i Leipzig. Hess, som var socialist, uttrycker sionistiska tankar innan sionismen var etablerad. Han argumenterar för att judarna ska bilda ett eget land i Palestina, baserad på nationell och kulturell företeelse snarare än en religiös. 
Verket rymmer tolv brev och en epilog. Breven är riktade till en kvinna som sörjer en död släkting. Det är hennes sorg som får honom att förstå betydelsen av familjeband och därmed av sina egna band till det judiska folket. 
Boken fick ingen stor uppmärksamhet när den först gavs ut, men blev viktig när den sionistiska rörelsen blev större. Theodor Herzl skall ha sagt att han inte skulle skrivit Judestaten om han känt till Hess texter, eftersom alla hans tankar redan var formulerade där.